# Vanilla hostmannii
Vanilla hostmannii é uma espécie de orquídea de hábito escandente e crescimento reptante que existe no Suriname. São plantas clorofiladas de raízes aéreas; sementes crustosas, sem asas; e inflorescências de flores de cores pálidas que nascem em sucessão, de racemos laterais.
Esta espécie pode ser reconhecida entre as Vanilla por apresentar caules comparativamente espessos e carnosos, labelo claramente trilobado; folhas levemente membranáceas e reticuladas, oblongo-lanceoladas, de ápice obtuso, medindo até 23 por 7,5 centímetros; inflorescências com brácteas pequenas escamiformes; e flores de até sete centímetros, porém bem abertas; ovário mais ou menos roliço; e por seu hábito terrestre porém subindo nas árvores apoiada por suas raízes aéreas.